# Volksoratorium
Der Ausdruck Volksoratorium bezeichnet ein Oratorium für und über das Volk. Die kirchenlateinische Wurzel des Begriffes (oratorium = Bethaus) legt geistliche Themen nahe, weltliche Stoffe werden jedoch ebenfalls aufgegriffen. Ähnlich wie beim Volksstück ist der Begriff keinesfalls gleichzusetzen mit „anspruchsloser Unterhaltung“.
Im Unterschied zum Volkslied, das vielfach direkt im schöpferischen Volk entsteht und weiterverbreitet wird, stammen Volksoratorien meist von ausgebildeten, gelehrten Verfassern und werden von der Grundschicht zunächst lediglich rezipiert. Bei anderen Forschern (Erich Seemann, Wolfgang Steinitz, Walter Wiora) steht die Frage nach dem Verfasser nicht mehr im Mittelpunkt.

## Entwicklung
Im England hatte erstmals Georg Friedrich Händel 1732 die Gattungsbezeichnung „Oratorio“ für ein englisches Werk verwendet. Im Unterschied zur damaligen Aufführungspraxis der Oper war der Gesang nicht mehr auf italienische Stimmvirtuosen ausgelegt, sondern ging auf einen neuen,  oratorientypischen Tonfall über. Auch dem in zunehmendem Maße mit Laiensängern besetzten Chor wurde im Werk wesentlich mehr Raum gegeben. Somit kann man Händel zu den frühen und einflussreichen Wegbereitern des Volksoratoriums zählen. Zur weiteren Verbreitung trugen beliebte Werke selbst bei, wie etwa „Acis and Galatea“, „Esther“ oder später „Messiah“; einen wesentlichen Anteil hatte aber auch das zunehmende Selbstbewusstsein der  bürgerlichen Volksschichten. Diese wandten sich von der als aristokratisch empfundenen Belcanto-Oper ab und fanden zunehmend Gefallen an geistlichen wie weltlichen Stoffen der neuen theatralisch-konzertanten Gattung.
Darüber hinaus blieb diese Entwicklung nicht lange auf reine Rezeption beschränkt. Überall in England entstanden zahlreiche Musikfeste; Grundschicht sowie Bürgertum bildeten große Chorgemeinschaften. Hier wurde nicht nur der kulturellen Anspruch des Volkes gesellschaftlich verdeutlicht, sondern auch Einfluss auf die weitere Entwicklung der Gattung genommen. 
Zur Zeit der Wiener Klassik sind Werke wie „Die Schöpfung“ und „Die Jahreszeiten“ von Joseph Haydn richtunggebend. Diese werden bis in die heutige Zeit von großen Oratorienchören aufgeführt, denen sich teils auch Arbeiterchöre angeschlossen haben. Weite Bekanntheit in neuerer Zeit erlangte das Volksoratorium durch Mikis Theodorakis, der einen Gedichtzyklus des Nobelpreisträgers Odysseas Elytis in dieser Form vertonte. Das Werk „Axion Esti“ (1960) führt durch die Entstehungsgeschichte der griechischen Identität. Ein weiteres Beispiel ist sein 1974 uraufgeführte Werk „Canto General“ auf Texte aus dem Zyklus Canto General des chilenischen Dichters Pablo Neruda.

## Beispiele für Volksoratorien
- Axion Esti (1960) von Mikis Theodorakis (Text: Odysseas Elytis). Gemischter Chor (SATB) mit Sopran solo und Orchester
- Canto General (1975) von Mikis Theodorakis (Text: Pablo Neruda). Gemischter Chor (SATB) mit Solo (Mezzosopran, Bariton) und Orchester
- Die heilige Elisabeth op. 84 von Joseph Haas (Text: Wilhelm Dauffenbach)
- Vom Reich der Engel von Karl Lorenz
- Die Jahreszeiten HOB XXI:3 von Joseph Haydn. Gemischter Chor (SATB) mit Solo (STB) und Orchester
- Balkanal - synthetisches Volksoratorium (1969) von Janko Jezovšek